# Horne (Jutlandia Północna)
Horne – miasto w Danii, w regionie Jutlandia Północna, w gminie Hjørring.